# Сингх, Сурджит
Сурджит Сингх Рандхава (англ. Surjit Singh Randhawa, 10 октября 1951, Вала, Индия — 6 января 1984, возле Картапура, Индия) — индийский хоккеист (хоккей на траве), защитник. Чемпион мира 1975 года, чемпион Азии 1982 года.

## Биография
Сурджит Сингх родился 10 октября 1951 года в индийской деревне Вала в окрестностях города Батала.
Учился в школе Гуру Нанак в Батале и колледже Лайяллпур Халса в Джаландхаре.
Играл в хоккей на траве за университет Гуру Нанак Дев, Индийские авиалинии и полицию Пенджаба. Выступал за студенческую сборную Индии. Был капитаном команды полиции и сборной Пенджаба.
8 августа 1973 года дебютировал в сборной Индии, сыграв против сборной ГДР в Лейпциге. В том же сезоне выступал на чемпионате мира в Амстелвене, где завоевал серебряную медаль, а Сингх попал в символическую сборную турнира.
В 1974 году завоевал серебряную медаль хоккейного турнира летних Азиатских игр в Тегеране и также вошёл в сборную турнира.
В 1975 году завоевал золотую медаль чемпионата мира в Куала-Лумпуре, забив один из мячей в финальном матче против сборной Пакистана (2:1).
В 1976 году вошёл в состав сборной Индии по хоккею на траве на Олимпийских играх в Монреале, занявшей 7-е место. Играл на позиции защитника, провёл 8 матчей, забил 4 мяча (два в ворота сборной Австралии, по одному — Аргентине и Малайзии).
В 1978 году завоевал серебряную медаль хоккейного турнира летних Азиатских игр в Бангкоке.
В 1982 году был капитаном сборной Индии на чемпионате мира в Бомбее, где она заняла 5-е место, и на чемпионате Азии в Карачи, где индийцы завоевали серебряную медаль, но Сингх в матчах не участвовал.
Последний поединок в составе сборной Индии провёл 11 января 1982 года в Бомбее против сборной СССР.
Погиб 6 января 1984 года в автомобильной аварии в окрестностях Картарпура.
В 1998 году награждён спортивной премией «Арджуна» посмертно.

## Семья
Жена — Чанчал Рандхава, выступала за женскую сборную Индии по хоккею на траве, участвовала в первом чемпионате мира 1974 года. Была капитаном команды Пенджаба.
Сын Сарбриндер занимался теннисом, выступал в турнирах ITF.
Дочь Индерприт также играла в теннис, обучалась медицине.

## Память
В Джаландхаре именем Сурджита Сингха назван хоккейный стадион Olympian Surjit Hockey Stadium. Его имя также носит хоккейная академия в Пенджабе.
Родная деревня хоккеиста переименована в его честь в Сурджит Сингх Вала.
В 1984 году в Джаландхаре было создано хоккейное общество «Сурджит», которое ежегодно проводит здесь турнир его памяти.
В 2007 году благодаря участию семьи Сингха в Батале установлен его памятник.